# Lara González Ortega
Lara González Ortega (født 1992) er en spansk håndboldspiller, der spiller for CS Rapid București. Hun har tidligere spillet for danske Team Esbjerg, ESBF Besançon, Metz Handball og Siófok KC. Hun deltog ved Junior verdensmesterskabet i 2012 i Tjekkiet.